# Stichopogon peregrinus
Stichopogon peregrinus är en tvåvingeart som beskrevs av Osten Sacken 1882. Stichopogon peregrinus ingår i släktet Stichopogon och familjen rovflugor. Inga underarter finns listade i Catalogue of Life.